# 랠프 넬슨
랠프 넬슨(Ralph Nelson, 1916년 8월 12일 ~ 1987년 12월 21일)는 미국의 각본가, 배우, 텔레비전 배우, 영화배우, 영화 감독, 영화 프로듀서이다.

## 영화
- 들판의 크리스마스 백합들 (1979년)
- 엠브리오 (1976년)
- 검은 다이아몬드 (1975년)
- 비둘기가 날 때 (1971년)
- 솔저 블루 (1970년)
- 찰리 (1968년)
- 카운터포인트 (1968년)
- 악마 계곡의 혈투 (1966년)
- 파더 구즈 (1964년)
- 들백합 (1963년)
- 빗속의 병사 (1963년)
- 헤비급을 위한 진혼곡 (1962년)
- 환상 특급 - 50년대 TV 시리즈 (1959년)
- 햄릿 (1959년)
- 신데렐라 (1957년)
- 클라이막스! (1954년)
- 스튜디오 원 (1948년)